# Mallal
Mallal war ein spanisches Volumen- und Getreidemaß.
- 1 Mallal = 3,98116 Gallons = 15,175 Liter[1]

Die Maßkette war für Wein:
- 1 Tonelada = 2 Pipa = 6 Baril = 8 Carga = 32 Barillion = 64 Mallal (1 M. = 15,072 Liter) = 128 Cortan = 256 Cortin = 1024 Porron = 4096 Petrico = 964,608 Liter[2]

Die Maßkette war für Getreide:
- Girona: 1 Carga = 4 Barrilon = 8 Mallal (1 M. = 15,48 Liter) = 64 Cuarta = 128 Porron = 256 Petricon = 123,84 Liter[3]